# Fjällastorp
Fjällastorp är en tätort i Bollebygds kommun i Västra Götalands län belägen i Bollebygds socken strax nordväst om Bollebygd. 
År 1990 var Fjällastorp en småort i Borås kommun och under åren 1995-2005 var Fjällastorp för litet för att klassas som småort. År 2005 återfick Fjällastorp sin status som småort med 93 invånare.. 2018 växte bebyggelsen ihop med den i småorterna Stenaskjum och Dammkullen och klassades då som en tätort av SCB namnsatt till Dammkullen, Fjällastorp och Stenaskjum.

## Befolkningsutveckling
| Befolkningsutvecklingen i Fjällastorp/Dammkullen, Fjällastorp och Stenaskjum 1990–2020 | Befolkningsutvecklingen i Fjällastorp/Dammkullen, Fjällastorp och Stenaskjum 1990–2020 | Befolkningsutvecklingen i Fjällastorp/Dammkullen, Fjällastorp och Stenaskjum 1990–2020 | Befolkningsutvecklingen i Fjällastorp/Dammkullen, Fjällastorp och Stenaskjum 1990–2020 | Befolkningsutvecklingen i Fjällastorp/Dammkullen, Fjällastorp och Stenaskjum 1990–2020 |
| -------------------------------------------------------------------------------------- | -------------------------------------------------------------------------------------- | -------------------------------------------------------------------------------------- | -------------------------------------------------------------------------------------- | -------------------------------------------------------------------------------------- |
|                                                                                        |                                                                                        |                                                                                        |                                                                                        |                                                                                        |
| År                                                                                     |                                                                                        |                                                                                        | Folkmängd                                                                              | Areal (ha)                                                                             |
| 1990                                                                                   | 1990                                                                                   |                                                                                        | 53                                                                                     | 12#                                                                                    |
| 1995                                                                                   | 1995                                                                                   |                                                                                        | 0                                                                                      | #                                                                                      |
| 2000                                                                                   | 2000                                                                                   |                                                                                        | 0                                                                                      | #                                                                                      |
| 2005                                                                                   | 2005                                                                                   |                                                                                        | 50                                                                                     | 19#                                                                                    |
| 2010                                                                                   | 2010                                                                                   |                                                                                        | 93                                                                                     | 19#                                                                                    |
| 2015                                                                                   | 2015                                                                                   |                                                                                        | 85                                                                                     | 31#                                                                                    |
| 2020                                                                                   | 2020                                                                                   |                                                                                        | 256                                                                                    | 81                                                                                     |
| Anm.: tätort 2018 # Som småort.                                                        |                                                                                        |                                                                                        |                                                                                        |                                                                                        |